# Anemonia antillensis
Anemonia antillensis is een zeeanemonensoort uit de familie Actiniidae. De anemoon komt uit het geslacht Anemonia. Anemonia antillensis werd in 1924 voor het eerst wetenschappelijk beschreven door Pax. 